# Pilophorus tomentosus
Pilophorus tomentosus är en insektsart som beskrevs av Van Duzee 1918. Pilophorus tomentosus ingår i släktet Pilophorus och familjen ängsskinnbaggar. Inga underarter finns listade i Catalogue of Life.